# Des garçons de province
Des garçons de province je francouzský dramatický film z roku 2022, který režíroval Gaël Lépingle podle vlastního scénáře. Snímek měl světovou premiéru na filmovém festivalu FIDMarseille dne 7. července 2023.

## Děj
Film tvoří tři příběhy z francouzského venkova, každý se odehrává v jiném městečku (Vendeuvre-sur-Barse, La Chapelle-Saint-Mesmin, La Selle-en-Hermoy).
Youcef se svým partnerem vede noční klub a zamiluje se do tanečníka, který u nich vystupuje.
Městem se prochází mladý muž na vysokých podpatcích a rozhodne se rozejít se svým přítelem.
Jonas přijíždí na maloměsto, aby pózoval staršímu fotografovi pro erotické fotky.

## Obsazení
| Léo Pochat       | Jonas                 |
| Serge Renko      | Mathieu               |
| Édouard Prévot   | chlapec na podpadcích |
| Yves Batek Mendy | Youcef                |
| Jérôme Marin     | Gentiane / Mr K       |
| Cathy Cerda      | Lucie                 |
| La Big Bertha    | Daddy Darling         |
| Tanya Lopert     | zákaznice             |

## Ocenění
Cena Italské národní unie filmových kritiků (SNCCI) na filmovém festivalu Sicilia Queer v Palermu.